# Маригелла, Жуан Карлус
Жуа́н Ка́рлус Мариге́лла (порт. João Carlos Marighella; 5 декабря 1911 — 4 ноября 1969) — политический деятель Бразилии левого и антифашистского толка, руководитель Бразильской коммунистической партии (БКП) до 1967, основатель и лидер «Действия за национальное освобождение» (ALN) (порт. Ação Libertadora Nacional), писатель, «отец городской герильи».

## Биография и идеи
В компартию вступил в 1927 году. После ареста прежнего руководства вошёл в состав руководства БКП, с 1943 года — член ЦК БКП, с 1957 года — член Политбюро ЦК БКП. Начиная с конца 50-х он был одним из главных деятелей внутренней Революционной тенденции в БКП, который пытается «революционизировать» политическую линию БКП. Наиболее сильным влиянием пользовался в Сан-Паулу. Провёл 8 лет в тюрьмах.
После военного переворота в апреле 1964 года и свержения правительства президента Жуана Гуларта, Маригелла занимает критическую позицию по отношению к партии из-за её неспособности к решительным действиям в условиях военной диктатуры. В 1967 году без разрешения партии посещает первую конференцию «Организации латиноамериканской солидарности» (OLAS) в Гаване (Куба), где подвергаются критике компартии, отвергающие вооружённую борьбу против диктаторских режимов региона. Там он провозглашает свою знаменитую фразу: «Долг революционера — в том, чтобы делать революцию во что бы то ни стало». После возвращения на родину объявляет о своём выходе из ЦК Бразильской компартии, обвинив её в реформизме, оппортунизме и отказе от революционной борьбы.
В конце 1967 — начале 1968-го годов вместе с товарищами создал подпольную организацию «Действие за национальное освобождение» (ALN). Основные её цели:
- свержение военной диктатуры;
- захват власти народными массами;
- создание революционного правительства.

Основным методом для достижения целей была избрана городская герилья — партизанская вооружённая борьба в городских условиях. В отличие от Че Гевары, который был сторонником сельской герильи, Карлос считал, что вооружённая борьба должна начинаться в городе и оттуда перекидываться в сельскую местность.
Находясь в подполье, написал множество работ по теории революционной борьбы. Наиболее известная из них — «Краткий учебник городской герильи», написанный в июне 1969 года. Эта небольшая книга стала своего рода библией для всех участников мирового революционного движения и в короткое время была переведена на множество языков мира.
4 ноября 1969 года был застрелен, попав в полицейскую засаду в результате полицейской операции ДОПС, организованной Сержио Флеури
Основные мысли, проходящие сквозь всё творчество Карлоса Маригеллы — что основной целью вооружённой борьбы является пробуждение сознания масс, отвлечение их от отупляющего, манипулятивного воздействия СМИ, демонстрация на практике той мысли, что фашизму можно не только сопротивляться, но и уничтожить его.